# Bayerisches Zentrum für Angewandte Energieforschung
Das Bayerische Zentrum für Angewandte Energieforschung e. V., kurz ZAE Bayern, ist ein außeruniversitäres Forschungsinstitut. Das Institut bietet komplette Forschungs- und Innovationspakete im Bereich effizienter und nachhaltiger Energiesysteme an. Sein Hauptstandort befindet sich in Garching bei München, zwei Außenstellen in Hof und Arzberg. Der frühere Standort Würzburg nennt sich nun CAE, Center for Applied Energy Research.
Seit seiner Gründung im Dezember 1991 hat der Verein das Ziel, Energieforschung zu fördern sowie Aus-, Fort- und Weiterbildung, Beratung, Information und Dokumentation auf allen Gebieten zu betreiben, die für die Energietechnik und die sich mit ihr befassenden Wissenschaften bedeutsam sind.

## Forschung und Kompetenzen
Zu den zentralen Forschungs- und Kompetenzbereichen des ZAE zählen erneuerbare Energien, Energiespeicherung und Energieeffizienz. Außerdem befasst sich das Institut mit anwendungsnaher Komponentenentwicklung und Systemoptimierung sowie der Integration dieser Forschungsfelder in diverse Projekte, die mit Industriepartnern aller Größen, universitären und außeruniversitären Forschungspartnern umgesetzt werden.

## Forschungsfelder
Die Forschungsfelder des Instituts widmen sich dem verstärkten Einsatz erneuerbarer Energien und der Steigerung der Energieeffizienz. Insbesondere befasst sich das ZAE mit
- Energiespeichern
- Energieeffizienten Prozessen
- Sektorenkopplung
- Systemanalyse und -integration
- Wärmebereitstellung
- Wärmetransformation

## Kooperationen
- Technische Universität München
- Deutsche Industrieforschungsgemeinschaft Konrad Zuse e. V.
- ForschungsVerbund Erneuerbare Energien FVEE
- Bundesverband Energiespeicher Systeme e. V.
- Bundesverband Geothermie e. V.